# 14621 Tati
14621 Tati este o planetă minoră (asteroid), cu un diametru de 2,895 km, din centura de asteroizi. A fost descoperită pe 22 octombrie 1998 la Observatorul Reedy Creek de John Broughton⁠(d) și a fost numită după Jacques Tati. 
Obiectul prezintă o orbită caracterizată de o semiaxă mare de 2,3506411 UAi, o excentricitate de 0,11, o înclinație de 7,79332 ° în raport cu ecliptica.